# Formosa neerlandesa
La Formosa neerlandesa (llamada también Formosa holandesa) se refiere al período de gobierno colonial neerlandés en Formosa (ahora conocida como Taiwán), que duró desde 1624 hasta 1662. En el marco de la Era de los Descubrimientos de la Compañía de las Indias Orientales Neerlandesas, estableció su presencia en Taiwán al comercio con China y Japón, y también para prohibir el comercio portugués y español y las actividades coloniales en Asia Oriental.
El tiempo de dominio neerlandés vio el desarrollo económico de Taiwán, incluyendo la caza a gran escala de los ciervos y el cultivo de arroz y azúcar en mano de obra importada de Fujian en China. El gobierno también trató de convertir a los habitantes indígenas al cristianismo y suprimir algunas de las actividades culturales que encuentran desagradables (como el aborto forzado y la desnudez habitual), en otras palabras: "civilizar" a los habitantes de la isla.
Sin embargo, la presencia holandesa no fue siempre bien vista por los isleños y los holandeses tuvieron que sofocar levantamientos tanto de estos como de los nuevo inmigrantes de la etnia Han llegados de China. El período colonial llegó a su fin por la invasión del ejército de Koxinga después de 37 años.

## Historia

### Antecedentes

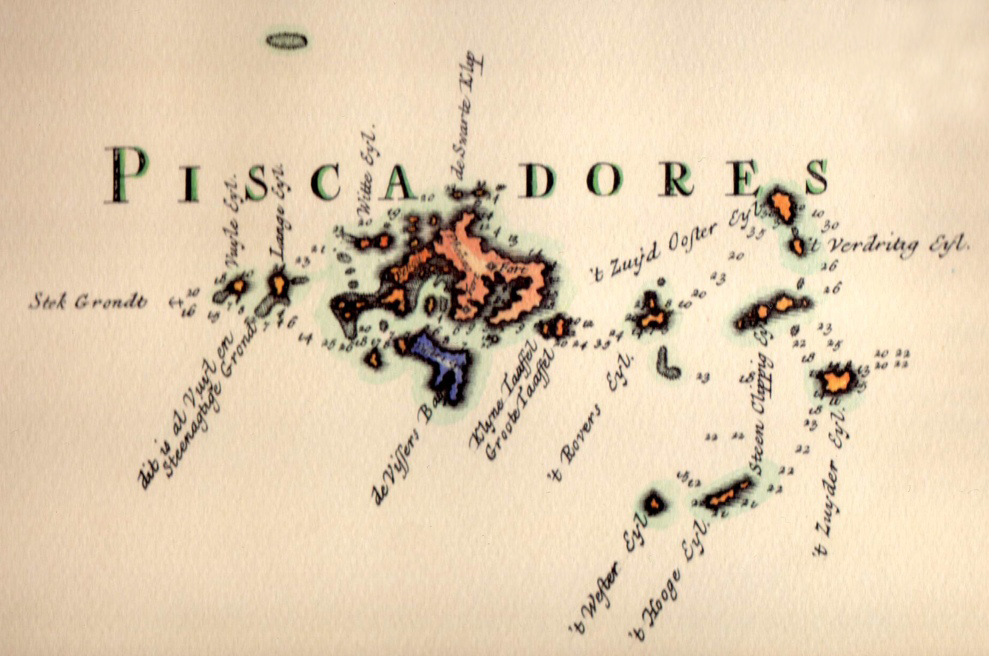
Mapa neerlandés del de las Islas Pescadores

A principios del siglo XVII las fuerzas de las católicas España y Portugal estaban en oposición a las de los Países Bajos e Inglaterra, ambos sobre todo protestantes, resultando a menudo en una guerra abierta en Europa y en sus posesiones en Asia. El primer intento de los neerlandeses de comerciar con China se dio en 1601 pero fue rechazado por las autoridades Ming, que ya estaban participando en el comercio con los portugueses en Macao de 1535. En una expedición en 1604 salida de Batavia (la base central de los neerlandeses en Asia), el almirante Van Warwijk se dispuso a atacar Macao, pero su fuerza fue golpeada por un tifón y dirigida a las islas Pescadores (ahora conocidas como Penghu). Una vez allí, el almirante intentó negociar los términos del intercambio con los chinos en el continente, pero se les pidió que pagasen una cuota exorbitante por el privilegio de una entrevista. Rodeado por una flota Ming muy superior, se fue sin lograr ninguno de sus objetivos.

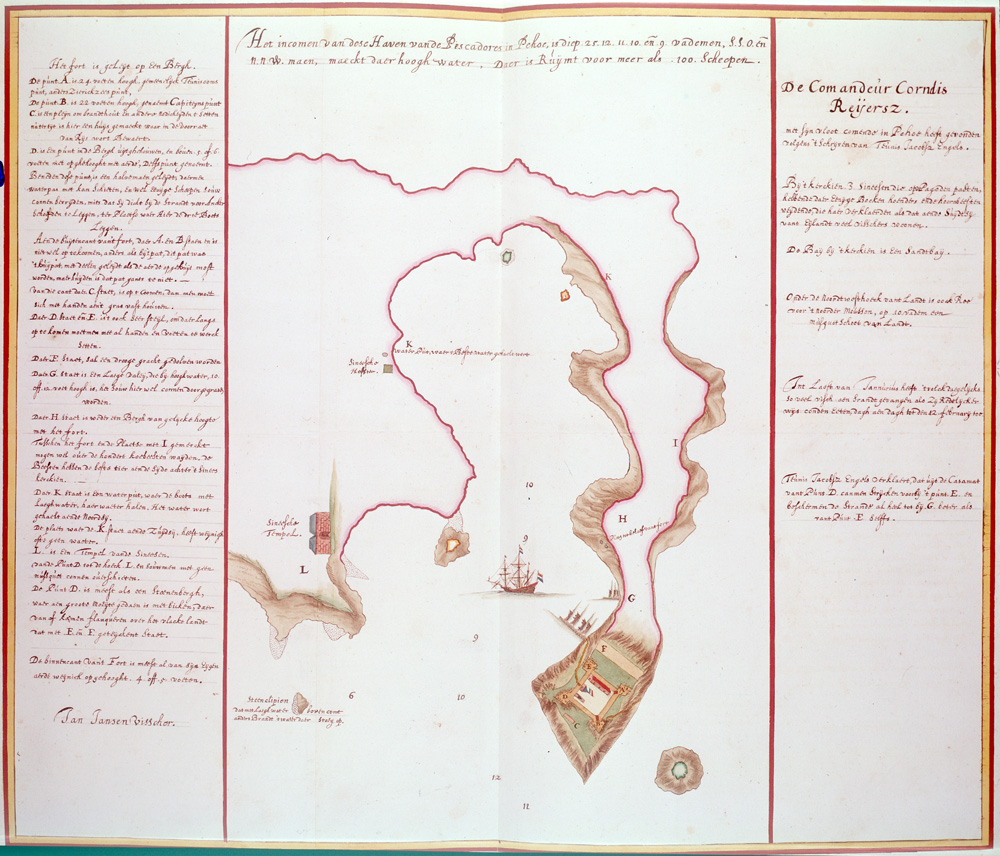
Asentamiento y fuerte de los holandeses en Pescadores entre 1622 y 1624

En 1622, después de otro fracasado ataque neerlandés a Macao (puesto comercial de Portugal desde 1557) la flota navegó hacia las islas Pescadores, esta vez intencionadamente, y procedió a establecer allí una base en Makung. Construyeron una fortaleza allí con el trabajo forzoso reclutado entre la población china local; Su supervisión habría sido tan severa y tan cortas las raciones que entre 1300 y 1500 de los chinos esclavizados murió en el proceso de construcción. Sin embargo, las autoridades Ming advirtieron a los neerlandeses que las Islas Pescadores eran territorio chino, y sugirió que se moviesen en su lugar a Taiwán y se establecieran allí. El mismo año, un barco llamado León de Oro (neerlandés: Gouden Leeuw) naufragó en Lamey justo al lado de la costa suroeste de Taiwán, los supervivientes fueron asesinados por los habitantes nativos. Al año siguiente, 1623, comerciantes neerlandeses en busca de una base asiática llegaron por primera vez a la isla, con la intención de utilizar la isla como una estación para el comercio neerlandés con Japón y las zonas costeras de China.

### Primeros años (1624-1625)
Sobre la decisión de establecer en Taiwán y en común con la práctica habitual de la época, los neerlandeses construyeron un fuerte defensivo que actuara como base de operaciones. Este fue construido en la península de arena de Tayouan (ahora en el actual distrito de Anping). El sitio fue elegido por su acceso al mar y por sus buenas líneas de visión para fines defensivos, pero carecía de agua dulce, la que tuvo que ser enviados desde el continente.

### Pacificación creciente y control de los aborígenes (1626-1636)
La primera orden del día fue castigar a los pueblos que se habían opuesto violentamente a los neerlandeses y unir a los aborígenes en alianza con el VOC. La primera expedición punitiva fue contra los pueblos de Bakloan y Mattau, al norte de Saccam, cerca de Tayowan. La campaña de Mattau había sido más fácil de lo esperado y la tribu fue destruida, después de haber presentado su pueblo arrasado por el fuego. La campaña también sirvió como una amenaza a otros pueblos de Tirosen (Chiayi) hasta Longkiau (Hengchun).
Mientras que la campaña de pacificación continuó en Formosa, en el mar, las relaciones con los chinos eran tensas por los intentos neerlandeses de poner impuestos a buques en el estrecho de Taiwán. La guerra, finalmente, estalló entre la dinastía Ming y los neerlandeses y el almirante chino Zheng Zhilong derrotó a estos  en la Batalla de Liaoluo Bay en 1633.
Algunos misioneros neerlandeses fueron asesinados por los aborígenes que pretendían convertir: "El catequista, Daniel Hendrickx, cuyo nombre ha sido mencionado a menudo, acompañó esta expedición al sur, por su gran conocimiento de la lengua de Formosa y su trato familiar con los nativos , presto sus servicios muy valiosos. Al llegar a la isla de Pangsuy, se aventuró, tal vez con confianza desmesurada en sí mismo- demasiado lejos de los demás, y de repente fue rodeado por un gran número de nativos armados, que, después de matarlo, se llevaron como símbolo de triunfo la cabeza, los brazos, las piernas y otros miembros, incluso sus entrañas, dejando el tronco mutilado detrás.

### Pax Hollandica y la expulsión de los españoles (1636-1642)
A raíz de las campañas de pacificación de 1635-1636, los pueblos juraron lealtad a los neerlandeses, a veces por temor a una acción militar neerlandesa, y en ocasiones por los beneficios que podría traer la protección neerlandesa (alimentación y seguridad). Estas aldeas se extendían desde Longkiau en el sur (a 125 km de la base neerlandesa en Fort Zeelandia) hasta Favorlang en el centro de Taiwán, a 90 km hacia el norte de Fort Zeelandia. La relativa calma de este período ha sido llamado la Pax Hollandica (Paz Neerlandesa) por algunos comentaristas (una referencia a la Pax Romana).
Un área que no estaba bajo su control fue el norte de la isla, que desde 1626 había estado bajo dominio español, con sus dos asentamientos en Tamsuy (Danshui), cerca de la actual Taipéi, y Keelung. La fortificación en Keelung (fuerte de San Salvador) fue abandonada porque los españoles no tenían los recursos para mantenerla, pero el Fuerte de Santo Domingo en Tamsuy fue visto como un importante obstáculo a las ambiciones neerlandesas en la isla y la región en general.
En 1642, los neerlandeses enviaron una expedición embarcada de soldados y guerreros aborígenes a Tamsuy, logrando desalojar al pequeño contingente español de su fortaleza y uniendo Taiwán. Tras esta victoria, los neerlandeses trataron de atraer a las aldeas del norte bajo su bandera de una forma similar a la campaña de pacificación llevada a cabo en la década anterior en el sur.

### Creciente presencia de China y la Rebelión de Guo Huaiyi (1643-1659)
Los neerlandeses comenzaron a fomentar la inmigración china a gran escala a la isla, principalmente de Fujian. La mayoría de los inmigrantes eran hombres jóvenes solteros que fueron disuadidos de estancia en la isla a menudo se hace referencia por Han como "La Puerta del Infierno" por su reputación en la toma de la vida de los marineros y exploradores. Después de una sublevación de los chinos Han en 1640, la Rebelión Guo Huaiyi en 1652 se vio una insurrección organizada contra los neerlandeses, impulsada por la ira sobre los impuestos punitivos y los funcionarios corruptos. Los neerlandeses nuevamente sofocan la dura revuelta, con lo que el 25% de los participantes en la rebelión fueron asesinados en un par de semanas.

### Asedio de Zeelandia y el final del gobierno neerlandés en Formosa (1660-1662)

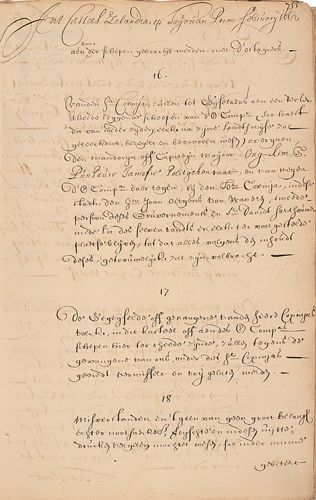
Tratado de Paz de 1662, entre Gobernador Coyett y Koxinga.

En 1661, una flota naval de buques de guerra de 1000 hombres, encabezada por Koxinga, un leal a la Dinastía Ming, desembarcó en Lu'ermen para atacar Taiwán con el fin de destruir y expulsar a los neerlandeses de Zeelandia. Después de un asedio de nueve meses, Koxinga capturó Fuerte Zeelandia y derrotó a los neerlandeses. Koxinga entonces obligó a los representantes locales de la Compañía de las Indias Orientales Neerlandesas a firmar un tratado de paz en Zeelandia el 1 de febrero de 1662, y dejar Taiwán. A partir de entonces, Taiwán se convirtió en base para el Reino de Tungning.

### Coda: Los neerlandeses retoman Keelung (1664-1668)

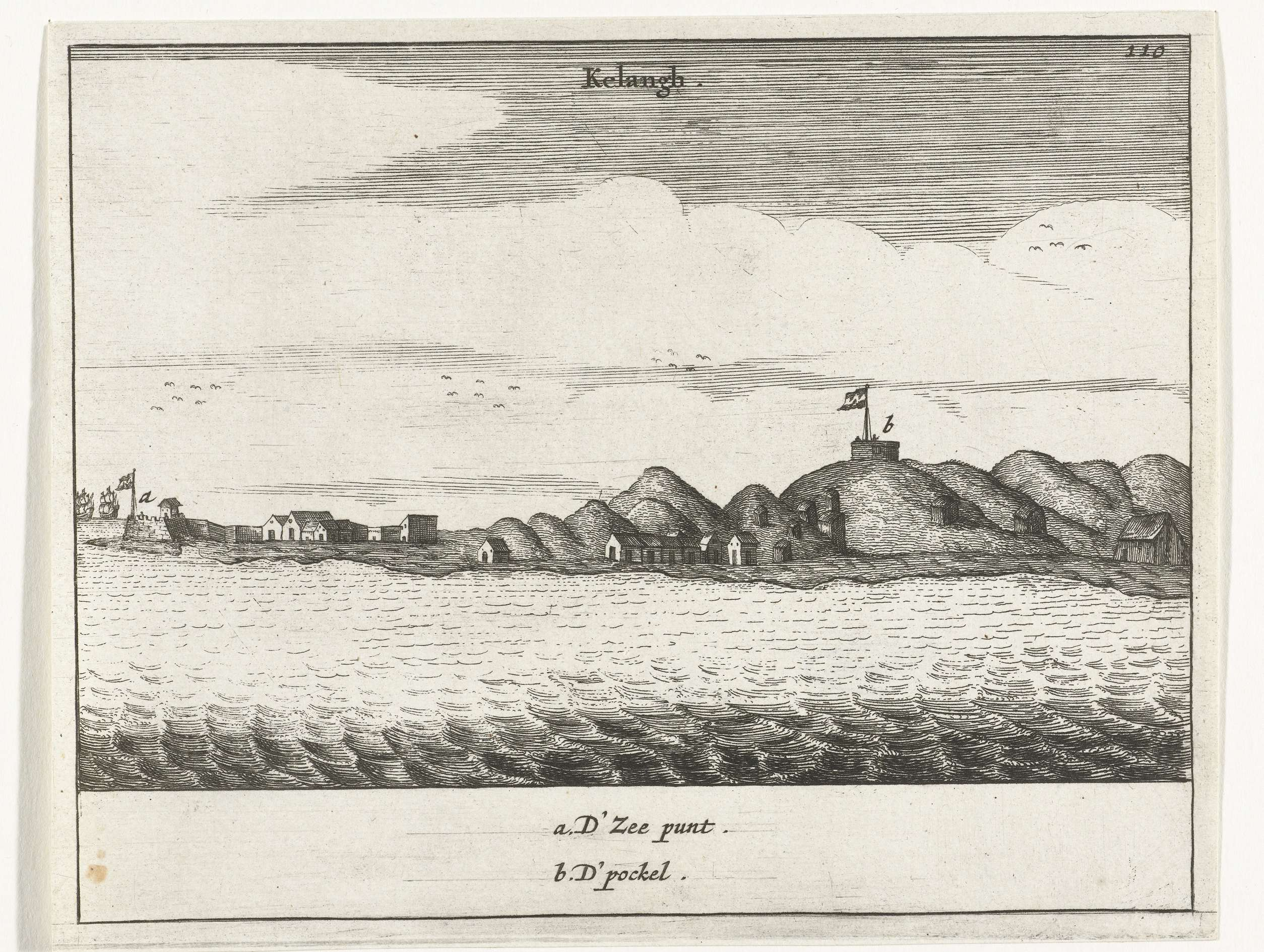
Vista del asentamiento holandés de Kelangh (Chi-lung en Formosa), septiembre de 1664. En relación con las expediciones VOC de 1662-1665 dirigidas por Balthasar Bort contra el caudillo chino Coxinga.

Después de ser expulsados de Taiwán los neerlandeses se aliaron con la nueva dinastía Qing en China contra el régimen de Zheng en Taiwán. Después de algunas escaramuzas, los neerlandeses volvieron a tomar el norte de la fortaleza de Keelung en 1664. Zheng Jing envió tropas para desalojar a los neerlandeses, pero no tuvieron éxito. Los neerlandeses estuvieron establecidos en Keelung hasta 1668, cuando la resistencia aborigen (probablemente incitada por Zheng Jing) y la falta de progreso en volver a tomar cualquier otra parte de la isla persuadido a renunciar a su último bastión y el retroceso de Taiwán en conjunto.

## Gobierno

Prinsenvlag exhibida por las aldeas sujetas.

Los neerlandeses reclamaban la totalidad de la isla, pero debido a la inaccesibilidad de la cordillera central en la medida de su control se limita a las llanuras de la costa occidental, más aislados en la costa este. Este territorio fue adquirido desde 1624 hasta 1642, con la mayoría de los pueblos que se requiera a jurar lealtad a los neerlandeses y luego en gran medida se deja a gobernarse por sí mismos. La manera de reconocer el señorío neerlandés era traer una planta nativa pequeña (a menudo betel o coco) plantados en la tierra de ese pueblo en particular al Gobernador, lo que significa la concesión de la tierra a los neerlandeses. El gobernador entonces adjudica el líder de la aldea con una túnica y un personal como símbolos de la oficina y un Prinsenvlag ("Prince's Flag", la bandera de Guillermo el Taciturno) para mostrar en su pueblo.

### Gobernador de Formosa
El Gobernador de Formosa (en neerlandés: Gouverneur van Formosa; en chino tradicional, 台灣長官) era el jefe de gobierno. Nombrado por el Gobernador General de las Indias Orientales Neerlandesas en Batavia (actual Yakarta, Indonesia), el gobernador de Formosa estaba facultado para legislar, recaudar impuestos, declarar la guerra y la paz en nombre de la Compañía de las Indias Orientales Neerlandesas (VOC) y por lo tanto, por extensión, al Estado neerlandés.
Fue asistido en su tarea por el Consejo de Tayouan, un grupo formado por los notables varios residencia en Tayouan. El presidente de este consejo fue el segundo al mando del Gobernador, y se haría cargo de sus funciones si el gobernador moría o quedaba incapacitado. La residencia del gobernador fue en Fort Zeelandia en Tayouan (entonces una isla, ahora el Distrito Anping de la ciudad de Tainan). Hubo un total de doce gobernadores durante la era colonial neerlandesa.

## Economía
La factoría de Tayouan (como puestos de comercio de VOC fueron llamados) se convertiría en la segunda fábrica más rentable en el conjunto de las Indias Orientales Neerlandesas (después de que el puesto de Hirado/Dejima), a pesar de que tomó 22 años para la colonia de primera vuelta un beneficio. Se benefician de un comercio triangular entre ellos, los chinos y los japoneses, además de explotar los recursos naturales de Formosa, los neerlandeses fueron capaces de convertir la bahía malaria subtropicales en un activo rentable. Una economía monetaria fue introducido (con el real español, que es utilizado por VOC) y el período también se vieron los primeros intentos serios en la historia de la isla para su desarrollo económico.

### Comercio
La intención original de crear en el sur de Formosa era proporcionar una base para el comercio con China y Japón, así como interferir con el portugués y el español comercial en la región. Incluidos los bienes transables sedas de China y la plata de Japón, entre muchas otras cosas. Después de establecer su fortaleza a los neerlandeses dieron cuenta del potencial de las grandes manadas de ciervos que vagaban por las planicies del oeste de la isla. Además de la carne de venado, que se vendió principalmente a nivel nacional, las duras pieles de venado eran muy apreciadas por los japoneses, quienes lo usaban para hacer la armadura samurái.
Más tarde, los neerlandeses también comercian en la producción agrícola de la isla (incluyendo azúcar y arroz) después del cultivo a gran escala se llevó a cabo por los colonos que utilizan mano de obra importada de Fujian.

### Cacería

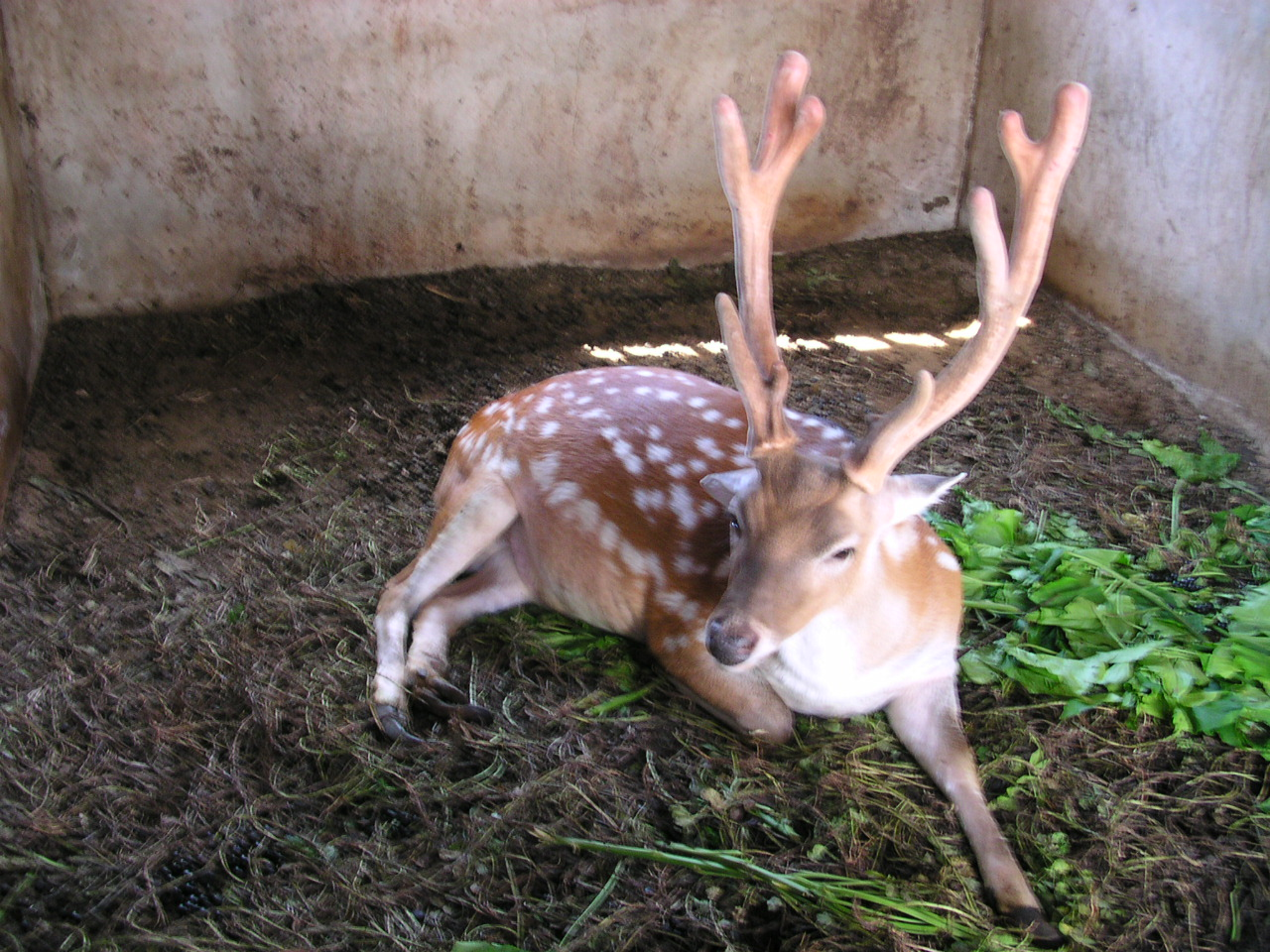
Ciervo sica de Formosa.

Los neerlandeses buscaron en un principio utilizar su castillo de Fort Zeelandia en Tayowan (Anping) como base de negociación entre Japón y China, pero pronto se dio cuenta del potencial de las poblaciones de venado enorme que vagaban en manadas de miles a lo largo de las llanuras aluviales de las regiones del oeste de Taiwán. Los ciervos estaban en gran demanda por los japoneses que estaban dispuestos a pagar la prima para el uso de las pieles en armaduras samurái. Otras partes de los ciervos fueron vendidos a comerciantes chinos de la carne y el uso médico. Los aborígenes neerlandeses pagado por el venado presentada a ellos y trató de controlar las poblaciones de ciervos para mantener la demanda. Lamentablemente, el ciervo de los aborígenes habían invocado por sus medios de vida comenzó a desaparecer, obligando a los aborígenes a adoptar los nuevos medios de supervivencia.

### Agricultura
Los neerlandeses también empleaban chinos para cultivar caña de azúcar y arroz para la exportación, algunos de este arroz y el azúcar se exportó a los mercados de Persia. Los intentos de persuadir a los miembros de las tribus aborígenes que renunciar a la caza y adoptar un estilo de vida agrícola sedentaria no tuvieron éxito porque "para ellos, la agricultura había dos inconvenientes principales: en primer lugar, según la tradicional división sexual del trabajo, era trabajo de las mujeres, en segundo lugar, era la mano de obra servidumbre intensiva."
La mano de obra neerlandesa importada de China, y la época fue el primero en ver la inmigración china en masa a la isla, con un comentarista de la estimación de que 50 000-60 000 chinos se establecieron en Taiwán durante los 37 años de dominio neerlandés. Estos colonos fueron animados con transporte gratuito a la isla, a menudo en barcos neerlandeses, y las herramientas, los bueyes y las semillas para iniciar la agricultura. A cambio, los neerlandeses tomaron una décima parte de la producción agrícola como un impuesto.

### Impuesto de capitación
Un impuesto de capitación se aplicaría a todos los residentes chinos en la edad de seis años. Este impuesto se consideran particularmente oneroso por los chinos como no se había impuesto antes de la ocupación neerlandesa de la isla. Junto con las políticas restrictivas de tenencia de la tierra y la extorsión por parte de soldados neerlandeses, el impuesto siempre motivo de las insurrecciones importantes de 1640 y 1652.

## Demografía
Antes de la llegada de los colonos neerlandeses, Taiwán fue poblada casi exclusivamente por aborígenes de Taiwán; Pueblos austronesios que vivía en una sociedad de cazadores-recolectores a la vez que practicaban la agricultura migratoria. Es difícil llegar a una estimación del número de estos formosanos nativos cuando llegaron los neerlandeses, ya que no había ninguna autoridad en toda la isla en condiciones de contar la población, mientras que los aborígenes mismos no llevar un registro escrito. Incluso en la medida de mayor control neerlandés en el 1650 todavía hay grandes regiones de la isla fuera de los límites de la autoridad neerlandesa, lo que significa que las estadísticas dadas necesariamente se refieren únicamente al ámbito de la soberanía neerlandesa.

### Etnicidad
La población de los neerlandeses de Formosa se compone de tres grupos principales: los aborígenes, el contingente neerlandés, y los chinos. También hubo una serie de españoles residentes en el norte de la isla entre 1626 y 1642 en el área alrededor de Keelung y Danshui. A veces también hay un puñado de japoneses comerciantes-piratas conocidos como Wakō que operan en las zonas costeras fuera de control neerlandés.

#### Los aborígenes
Los pueblos indígenas de Formosa habían estado en Taiwán desde hace miles de años antes de que los neerlandeses llegaran. Las estimaciones del número total de los aborígenes en Taiwán son difíciles de conseguir, pero un comentarista sugiere que hubo 150 000 en toda la isla durante la época neerlandesa. Vivían en aldeas con poblaciones que van desde un par de cientos de hasta alrededor de 2000 personas de las ciudades más grandes, con diferentes grupos que hablan distintas lenguas formosanas que no son mutuamente inteligibles.

#### Los neerlandeses
El contingente de neerlandeses estaba compuesto inicialmente sobre todo de soldados, con algunos esclavos y otros trabajadores de las otras colonias neerlandesas, sobre toda el área alrededor de Batavia (actual Yakarta). El número de soldados estacionados en la isla sufrió altibajos de acuerdo a las necesidades militares de la colonia, de un mínimo de 180 soldados en los primeros días a un máximo de 1.800 poco antes de la invasión de Koxinga. Había también un número de otro personal, de los comerciantes y los comerciantes a los misioneros y maestros de escuela, además de los neerlandeses trajeron con ellos esclavos de sus otras colonias, que sirve principalmente como esclavos personales de importantes neerlandeses.

#### Los chinos
Cuando los neerlandeses llegaron a Taiwán ya existía una red de comerciantes chinos que viven en la isla, la compra de mercancías (productos especialmente ciervos) de los nativos formosanos. Esta red se ha estimado en unas 1.000-1.500 personas, casi todos hombres, la mayoría de los cuales eran residentes temporales en Taiwán, volviendo a Fujian en la temporada baja. A partir de la 1640, los neerlandeses comenzaron a fomentar la inmigración a gran escala de los chinos de Formosa, proporcionando no solo el transporte de Fujian, sino también bueyes y semillas para los nuevos inmigrantes para iniciarse en la agricultura. Las estimaciones del número de chinos en Taiwán a finales de la era neerlandesa varían ampliamente, desde 10-15.000 hasta 50-60.000, aunque el extremo inferior de la escala parece más probable.

## Religión
Uno de los pilares clave de la era colonial neerlandesa fue la conversión de los indígenas al cristianismo. De las descripciones de los primeros misioneros, la religión nativa era animista en naturaleza, en un caso, presidida por sacerdotisas llamadas Inibs.
Los formosanos también practicaban diversas actividades que los neerlandeses percibían como pecaminoso o incivilizados por lo menos, incluyendo el aborto obligatorio (por de masaje) en mujeres menores de 37, infidelidad conyugal frecuente, falta de observación del día de reposo cristiano y la desnudez en general.

## Educación
Los misioneros también fueron responsables de la creación de escuelas en los pueblos bajo control neerlandés, no solo la enseñanza de la religión de los colonos, sino también otras habilidades como la lectura y la escritura. Antes de la llegada neerlandeses los habitantes nativos no utilizaban la escritura, y los misioneros creado una serie de planes de romanización de las diversas lenguas formosanas. Los experimentos se realizaron con la enseñanza de los niños nativos del idioma neerlandés, sin embargo, estos fueron abandonados con bastante rapidez después de que no producen buenos resultados. Al menos uno de Formosa recibió una educación en los Países Bajos, que finalmente se casó con una mujer neerlandesa y fue aparentemente bien integrados en la sociedad neerlandesa.

## Legado

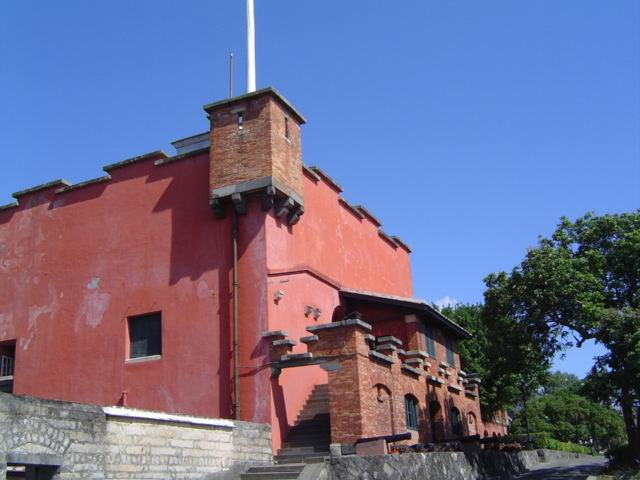
Fort Anthonio hoy.

Hoy, su legado en Taiwán es visible en el Distrito de Anping de la Ciudad de Tainán donde los restos de su Castillo Zeelandia se conservan, en la misma ciudad de Tainán, donde su Fort Provintia sigue siendo la estructura principal de lo que ahora se llama Red-topped Tower, y finalmente en Tamsui donde Fort Anthonio (parte del complejo museístico del Fuerte de Santo Domingo) sigue en pie como el mejor conservado Reducto (Fort Minor) de la Compañía Neerlandesa de las Indias Orientales en cualquier parte del mundo. El edificio fue utilizado más tarde por el consulado británico hasta que el Reino Unido rompió relaciones con el KMT (régimen del Partido Nacionalista de China o Kuomintang) y su relación formal con Taiwán.
Sin embargo, quizás el resultado más duradero del dominio neerlandés es la inmigración de chinos a la isla. Al comienzo de la era neerlandesa, se estima que había entre 1.000 y 1.500 chinos en Taiwán, en su mayoría comerciantes que vivían en los pueblos aborígenes. A finales del período colonial, en Taiwán había muchas aldeas chinas que tenían decenas de miles de personas en total, y el equilibrio étnico de la isla ya estaba en camino de inclinarse a favor de los recién llegados de China sobre las tribus aborígenes.

## Lectura adicional
- Valentijn, François (1724-1726). Oud en nieuw Oost-Indiën (en neerlandés). Dordrecht: J. van Braam.
- Wills, John E. Jr. (2005). Pepper, Guns, and Parleys: The Dutch East India Company and China, 1622-1681. Figueroa Press. ISBN 978-1932800081.